# Властелин танца
«Властелин танца» — фильм 2011 года режиссёра Маркуса Винера, снятый по мотивам всемирно известного ирландского шоу Lord of the Dance с Майклом Флэтли.

## Сюжет
Номера «Lord of the Dance» объединены сюжетом, представляющим собой легенду в стиле фэнтези, частично базирующуюся на сильно обобщённых ирландских легендах. В шоу не предусмотрено диалогов, и сюжет доносится в виде интуитивно понятных сцен, жестов и движений персонажей, музыки и танца. Часть информации сообщается в промежуточных песнях на ирландском языке.
В мире, являющемся явной аллюзией древней Ирландии, правит Повелитель Танца, влюбленный в прекрасную Саоирс. Однако поблизости обитает тёмный лорд Дон Дорха и его воины-разбойники. Когда Маленький Дух, местный трикстер, случайно забредает на их территорию, они начинают издеваться над ним и ломают его волшебную флейту. Повелитель Танца заступается за духа, заслужив себе тем самым врага в лице Дона Дорхи. На празднике танца коварная соблазнительница Морриган очаровывает Повелителя Танца и заманивает его, одного, без своих воинов, в ловушку. Воины Дона Дорхи хватают Повелителя Танца, и казнят его, а Дон Дорха присваивает пояс Повелителя, становясь таким образом властелином страны. Однако Маленький Дух своей магией возвращает Повелителя Танца к жизни, тот вступает в поединок с Доном Дорхой и изгоняет его. Страна празднует победу.

## Состав
- Lord of the Dance: Майкл Флэтли
- Saoirse, the Irish Colleen: Бернадетт Флинн
- Morrigan the Temptress: Киара Сэкстон
- Don Dorcha: Дэйр Нолан
- Скрипачки: Мэйред Несбитт и Кора Смит
- Erin the Goddess: Энн Бакли